# Billy Goodman
William Dale Goodman (Concord, Carolina del Norte, 22 de marzo de 1926-Sarasota, Florida, 1 de octubre de 1984), más conocido como Billy Goodman, fue un jugador profesional estadounidense de béisbol que se desempeñó en la posición de segunda base en las Grandes Ligas de Béisbol (MLB).

## Carrera
Goodman jugó como profesional once temporadas en Boston Red Sox (1947-1957), después pasó a Baltimore Orioles (1957), luego a Chicago White Sox (1958-1961), posteriormente a Houston Colt .45s, donde jugó una temporada (1962), y fue el equipo en el que se retiró.

## Títulos
Fue campeón de bateo de la Liga Americana en una oportunidad (1950).